# L'Araignée blanche défie Scotland Yard
Pour plus de détails, voir Fiche technique et Distribution.
L'Araignée blanche défie Scotland Yard (titre original : Die weiße Spinne) est un film allemand de Harald Reinl et sorti en 1963.

## Synopsis
À Londres, un homme meurt dans un accident de voiture alors qu'il venait d'obtenir une importante prime d'assurance. Sur les lieux de l'accident, Scotland Yard découvre une étrange marque : une araignée blanche. S'ensuivent alors des assassinats, chacun d'eux marqué par cette même araignée.

## Fiche technique
- Titre original : Die weiße Spinne
- Réalisation : Harald Reinl
- Scénario : Egon Eis d'après le roman de Louis Weinert-Wilton
- Directeur de la photographie : Werner M. Lenz
- Montage : Wolfgang Wehrum
- Musique : Peter Thomas
- Costumes : Irms Pauli
- Production : Gero Wecker
- Genre : Film policier
- Pays :  Allemagne de l'Ouest
- Durée : 103 minutes (1 h 43)
- Date de sortie :
  -  Allemagne de l'Ouest : 5 avril 1963
  -  Allemagne de l'Est : 15 octobre 1971

## Distribution
- Joachim Fuchsberger (VF : Pierre Trabaud) : Ralph Hubbard
- Karin Dor (VF : Mireille Darc) : Muriel Irvine
- Horst Frank : Kiddie Phelips
- Werner Peters (VF : Jacques Deschamps) : Sgt. Meals
- Dieter Eppler (VF : René Fleur) : Summerfield
- Friedrich Schoenfelder (VF : Jean-Claude Michel) : Sir James
- Mady Rahl : Mrs. Falk
- Paul Klinger (en) (VF : Georges Aminel) : Ins. Dawson
- Gerd Frickhöffer : Lord Ensfield
- Lotte Brackebush (VF : Paule Emanuele) : Penelope
- Chris Howland : Gideon
- Fritz Eberth (VF : Marcel Bozzuffi) : Sgt. Gibbs